# Daniël de Jong
Daniël de Jong (Rotterdam, 9 luglio 1992) è un pilota automobilistico olandese. Adesso non attivo in nessun campionato.

## Carriera

### Formula Renault 2.0
Dopo una lunga carriera nei kart nella suoi nativi Paesi Bassi ed una breve apparizione nella Endurance Series invernale olandese, de Jong fece il suo debutto in monoposto nel 2008 nella Formula Renault 2.0 nella Coppa Nordeuropea (NEC), concludendo la stagione 13º. Partecipò anche a due gare nella serie NEZ (North European Zone), ottenendo due pole e una vittoria e finendo 8º, ed una corsa sola a Spa–Francorchamps nella WEC (West European Cup).
Nella stagione 2009 prese parte sia all'Eurocup sia alla NEC con la MP Motorsport. Nell'Eurocup finì a punti solo all'Hungaroring e si classificò 25º, mentre nella serie NEC arrivò a podio al Nürburgring e a Spa finendo 9º, nonostante non corse ad Alastaro.
Partecipò all'Eurocup per la seconda volta consecutiva nel 2010. Dopo essere arrivato secondo dietro a Kevin Korjus alla prima gara della stagione a Motorland Aragón, finì a punti in altre otto occasioni e si classificò 9º. Prese parte anche ad eventi scelti nella NEC, vincendo una gara all'ultimo evento della stagione al Nürburgring oltre ad un secondo posto a Brno a inizio stagione. Concluse 11º, nonostante avesse corso solo sei gare su diciotto.

### Formula Renault 3.5 Series

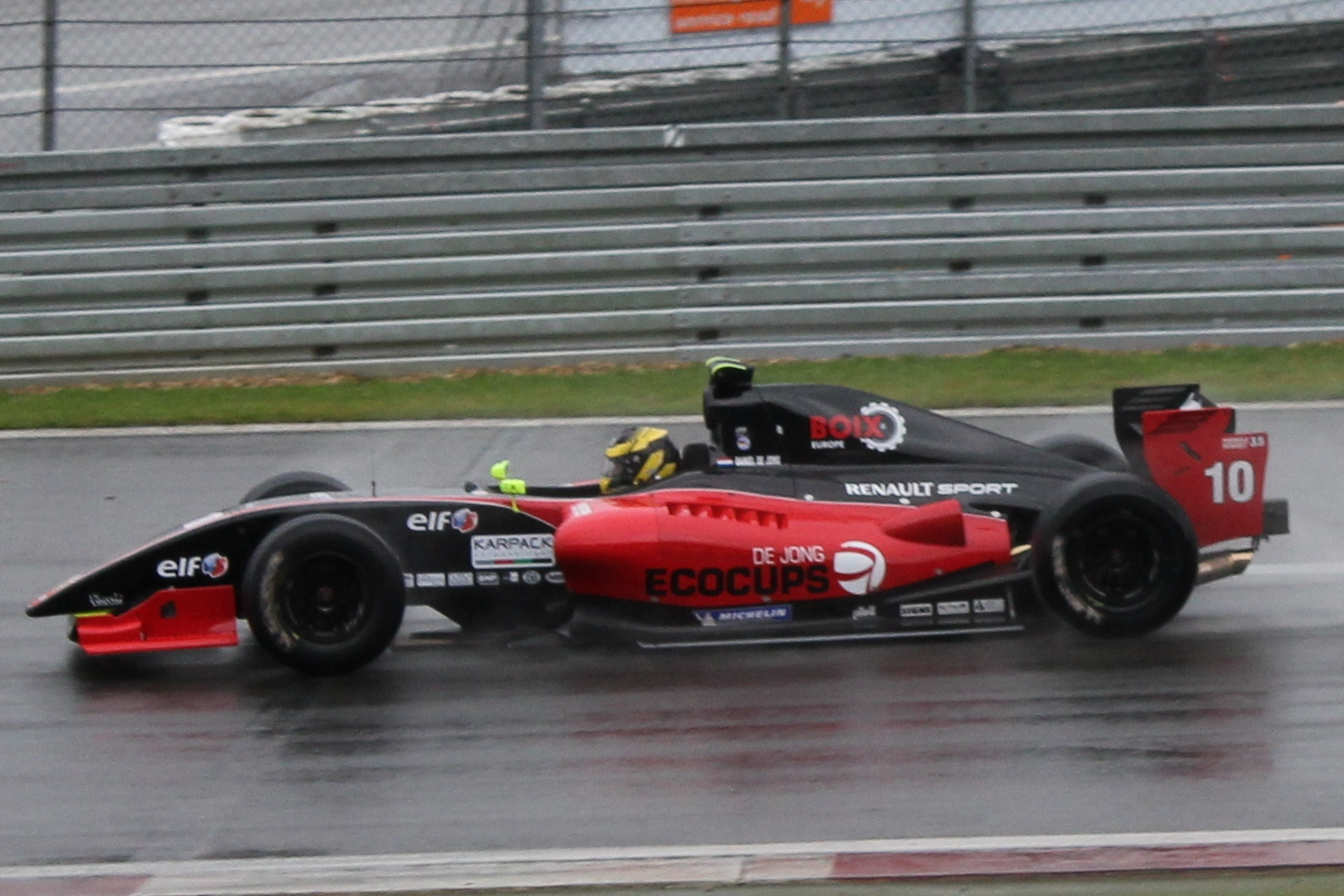
Daniël de Jong al Nürburgring durante le World Series by Renault nel 2011.

Nell'ottobre 2010, de Jong provò una vettura della Formula Renault 3.5 per la prima volta, provando una Draco Racing nei test di fine stagione a Barcellona. Una settimana dopo provò per la Comtec Racing al Motorland Aragón e si annunciò nel febbraio 2011 la sua firma per il team, insieme al campione uscente della Formula 3 britannica Daniel McKenzie.

### Auto GP
Oltre all'impegno in Formula Renault 3.5, de Jong intraprese un'avventura anche in Auto GP nel 2011, guidando sempre per la MP Motorsport. Stette con il team (poi partner della Manor Motorsport per il 2012.

### GP2 Series
Per il 2012, de Jong corse nella GP2 Series, debuttando a Valencia alla guida di una Rapax. Guidò anche a Silverstone, all'Hungaroring e a Spa. Era il terzo pilota olandese della serie, insieme a Giedo van der Garde e Nigel Melker. Saltò il round ad Hockenheim a causa di impegni concomitanti in Auto GP, ma tornò in azione alla gara successiva all'Hungaroring. Fu poi rimpiazzato da Stefano Coletti per la gara di Monza.

## Risultati

### Sommario
| Anno    | Serie                          | Team                  | Gare                                                     | Vittorie                                                 | Pole                                                     | Gpv                                                      | Podi                                                     | Punti                                                    | Pos.                                                     |
| ------- | ------------------------------ | --------------------- | -------------------------------------------------------- | -------------------------------------------------------- | -------------------------------------------------------- | -------------------------------------------------------- | -------------------------------------------------------- | -------------------------------------------------------- | -------------------------------------------------------- |
| 2005–06 | Dutch Winter Endurance Series  | ?                     | ?                                                        | 0                                                        | ?                                                        | ?                                                        | ?                                                        | ?                                                        | 227º                                                     |
| 2008    | Formula Renault 2.0 NEC        | MP Motorsport         | 16                                                       | 0                                                        | 0                                                        | 0                                                        | 0                                                        | 119                                                      | 13º                                                      |
| 2008    | Formula Renault 2.0 finlandese | MP Motorsport         | Tutte le gare sono contate nella Formula Renault 2.0 NEZ | Tutte le gare sono contate nella Formula Renault 2.0 NEZ | Tutte le gare sono contate nella Formula Renault 2.0 NEZ | Tutte le gare sono contate nella Formula Renault 2.0 NEZ | Tutte le gare sono contate nella Formula Renault 2.0 NEZ | Tutte le gare sono contate nella Formula Renault 2.0 NEZ | Tutte le gare sono contate nella Formula Renault 2.0 NEZ |
| 2008    | Formula Renault 2.0 NEZ        | ?                     | 2                                                        | 1                                                        | 2                                                        | 0                                                        | 2                                                        | 46                                                       | 8º                                                       |
| 2008    | Formula Renault 2.0 WEC        | MP Motorsport         | 2                                                        | 0                                                        | 0                                                        | 0                                                        | 0                                                        | 0                                                        | N.C.†                                                    |
| 2009    | Eurocup Formula Renault 2.0    | MP Motorsport         | 14                                                       | 0                                                        | 0                                                        | 0                                                        | 0                                                        | 3                                                        | 25º                                                      |
| 2009    | Formula Renault 2.0 NEC        | MP Motorsport         | 14                                                       | 0                                                        | 0                                                        | 0                                                        | 2                                                        | 164                                                      | 9º                                                       |
| 2009–10 | Dutch Winter Endurance Series  | De Heus by Bas Koeten | 1                                                        | 0                                                        | 0                                                        | 0                                                        | 0                                                        | 10                                                       | 100º                                                     |
| 2010    | Eurocup Formula Renault 2.0    | MP Motorsport         | 16                                                       | 0                                                        | 0                                                        | 0                                                        | 1                                                        | 48                                                       | 9º                                                       |
| 2010    | Formula Renault 2.0 NEC        | MP Motorsport         | 6                                                        | 1                                                        | 2                                                        | 3                                                        | 2                                                        | 105                                                      | 11º                                                      |
| 2011    | Formula Renault 3.5 Series     | Comtec Racing         | 17                                                       | 0                                                        | 0                                                        | 0                                                        | 0                                                        | 2                                                        | 29º                                                      |
| 2011    | Auto GP                        | MP Motorsport         | 6                                                        | 0                                                        | 0                                                        | 0                                                        | 0                                                        | 19                                                       | 14º                                                      |
| 2012    | Auto GP World Series           | Manor MP Motorsport   | 16                                                       | 0                                                        | 0                                                        | 3                                                        | 3                                                        | 104                                                      | 5º                                                       |
| 2012    | GP2 Series                     | Rapax Team            | 8                                                        | 0                                                        | 0                                                        | 0                                                        | 0                                                        | 0                                                        | 26º                                                      |
| 2013    | GP2 Series                     | MP Motorsport         | 4                                                        | 0                                                        | 0                                                        | 0                                                        | 0                                                        | 0*                                                       | 22º*                                                     |

- * Stagione in corso.
- † – Poiché de Jong era un pilota ospitato, non poté ottenere punti.

### Risultati in Formula Renault 3.5
(legenda) (Le gare in grassetto indicano la pole position) (Gare in corsivo indicano Gpv)
| Anno | Team          | 1        | 2        | 3         | 4         | 5        | 6        | 7        | 8        | 9        | 10       | 11       | 12       | 13        | 14       | 15       | 16       | 17      | Pos. | Punti |
| ---- | ------------- | -------- | -------- | --------- | --------- | -------- | -------- | -------- | -------- | -------- | -------- | -------- | -------- | --------- | -------- | -------- | -------- | ------- | ---- | ----- |
| 2011 | Comtec Racing | ALC 1 19 | ALC 2 15 | SPA 1 Rit | SPA 2 Rit | MNZ 1 14 | MNZ 2 14 | MON 1 19 | NÜR 1 16 | NÜR 2 19 | HUN 1 16 | HUN 2 18 | SIL 1 18 | SIL 2 Rit | LEC 1 20 | LEC 2 12 | CAT 1 16 | CAT 2 9 | 29º  | 2     |

### Risultati in Auto GP
(legenda) (Le gare in grassetto indicano la pole position) (Gare in corsivo indicano Gpv)
| Anno | Team                | 1       | 2         | 3       | 4         | 5       | 6         | 7        | 8        | 9       | 10      | 11       | 12       | 13      | 14      | 15    | 16    | Pos. | Punti |
| ---- | ------------------- | ------- | --------- | ------- | --------- | ------- | --------- | -------- | -------- | ------- | ------- | -------- | -------- | ------- | ------- | ----- | ----- | ---- | ----- |
| 2011 | MP Motorsport       | MNZ 1   | MNZ 2     | HUN 1   | HUN 2     | BRN 1   | BRN 2     | DON 1 6  | DON 2 8  | OSC 1 6 | OSC 2 7 | VAL 1 13 | VAL 2 11 | MUG 1   | MUG 2   |       |       | 14º  | 19    |
| 2012 | Manor MP Motorsport | MNZ 1 3 | MNZ 2 Rtt | VAL 1 4 | VAL 2 4   | MAR 1 7 | MAR 2 Rit | HUN 1 11 | HUN 2 12 | ALG 1 7 | ALG 2 7 | CUR 1 4  | CUR 2 3  | SON 1 2 | SON 2 6 |       |       | 5º   | 104   |
| 2013 | Manor MP Motorsport | MNZ 1   | MNZ 2     | MAR 1 2 | MAR 2 Rit | HUN 1   | HUN 2     | SIL 1    | SIL 2    | ZAN 1   | ZAN 2   | NÜR 1    | NÜR 2    | DON 1   | DON 2   | BRN 2 | BRN 2 | 9º*  | 18*   |

* Stagione in corso.

### Risultati in GP2 Series
(legenda) (Le gare in grassetto indicano la pole position) (Gare in corsivo indicano Gpv)
| Anno | Team          | 1           | 2          | 3           | 4          | 5        | 6        | 7       | 8       | 9       | 10      | 11         | 12        | 13          | 14         | 15      | 16      | 17         | 18         | 19         | 20         | 21      | 22      | 23      | 24      | Pos. | Punti |
| ---- | ------------- | ----------- | ---------- | ----------- | ---------- | -------- | -------- | ------- | ------- | ------- | ------- | ---------- | --------- | ----------- | ---------- | ------- | ------- | ---------- | ---------- | ---------- | ---------- | ------- | ------- | ------- | ------- | ---- | ----- |
| 2012 | Rapax Team    | MYS FEA     | MYS SPR    | BHR1 FEA    | BHR1 SPR   | BHR2 FEA | BHR2 SPR | ESP FEA | ESP SPR | MON FEA | MON SPR | VAL FEA 16 | VAL SPR 9 | GBR FEA Rit | GBR SPR 13 | GER FEA | GER SPR | HUN FEA 15 | HUN SPR 19 | BEL FEA 13 | BEL SPR 11 | ITA FEA | ITA SPR | SGP FEA | SGP SPR | 26º  | 0     |
| 2013 | MP Motorsport | MYS FEA Rit | MYS SPR 14 | BHR FEA Rit | BHR SPR 18 | ESP FEA  | ESP SPR  | MON FEA | MON SPR | GBR FEA | GBR SPR | GER FEA    | GER SPR   | HUN FEA     | HUN SPR    | BEL FEA | BEL SPR | ITA FEA    | ITA SPR    | SGP FEA    | SGP SPR    | ABU FEA | ABU SPR |         |         | 22º* | 0*    |

* Stagione in corso.